# Експлорер (шатл)

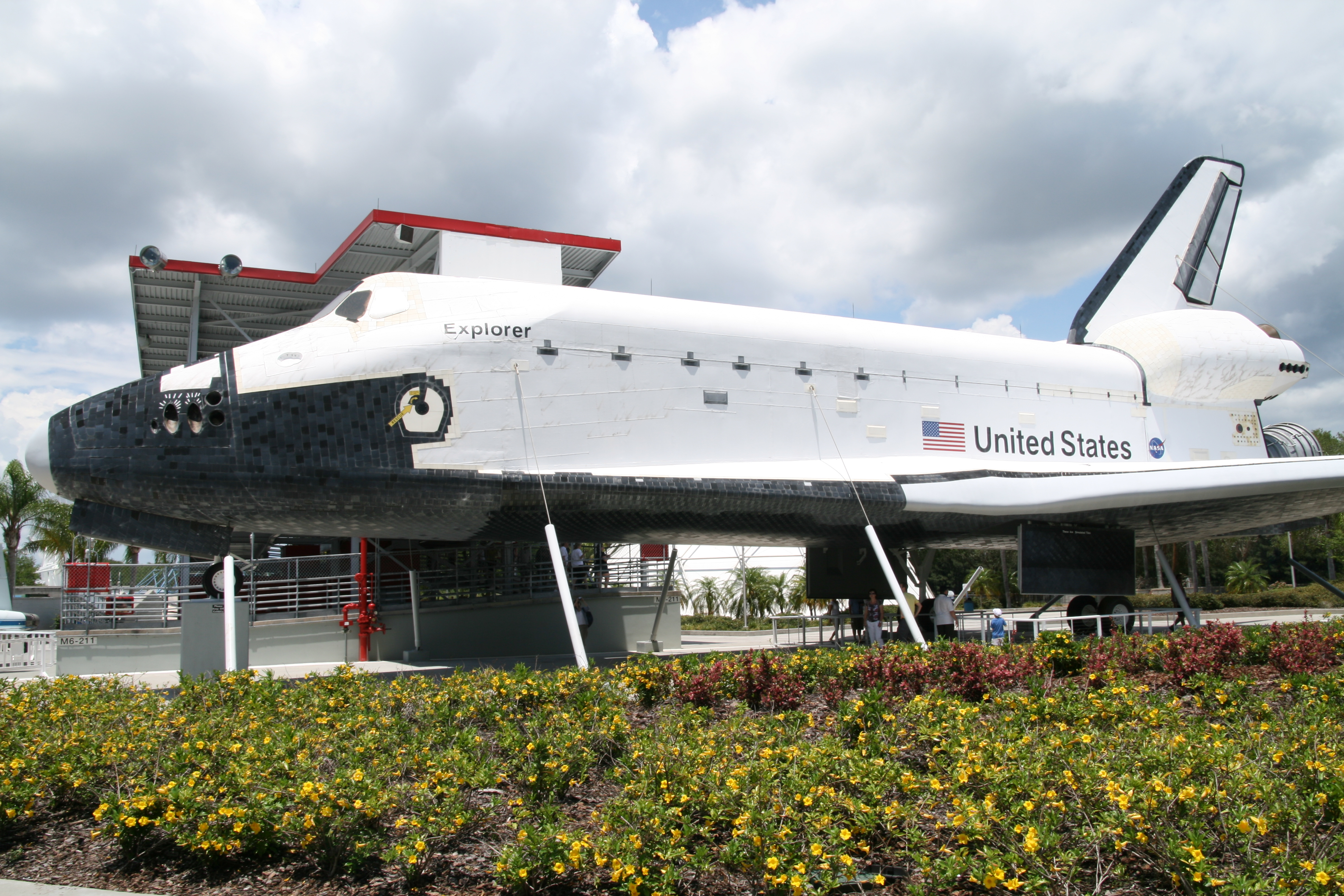
Шаттл «Експлорер» Космічному центрі Кеннеді, штат Флорида.

«Експлорер» (англ. Explorer, МФА: — «Дослідник») — повномасштабна, високоякісна копія спейс шаттлу. У NASA має позначення OV-100 (Orbiter Vehicle - 100). Шаттл був створений в місті Апопка, Флорида і встановлено в демонстраційному комплексі Космічного центру Кеннеді у 1993 року. «Експлорер» був побудований з використанням схем, креслень і архівних документів, наданих NASA. Хоча багато з складових шаттла є несправжніми, але колісні шини, закріплені на шасі, є справжніми. Довжина моделі складає 37,4 метрів, висота 16,4 метрів, а розмах крил 23,7 метрів.
Внутрішні деталі моделі є неточними, але розмір і об'єм вантажного відсіку є таким же, як і у справжнього спейс шаттлу.